# Ye Shanghai
Ye Shanghai was in de jaren veertig van de 20e eeuw een van de bekendste liederen in de Bund en ook een van de eerste C-popliedjes. Het lied gaat over vrouwen die 's avonds hun geld verdienen in bars, cafés, theatertjes etc in Shanghai. Zhou Xuan was een van de eerste zangeressen van dit lied. De zanger Law Man maakte het lied in de jaren zeventig populair in Hongkong. Het lied is nog populair onder mensen die ouder zijn dan veertig.
In 1989 werd er een Kantonese versie van het lied gemaakt door Nadia Chan.